# Rue Coëtlogon
La rue Coëtlogon, précédemment « impasse d'Assas », est une voie publique du 6e arrondissement de Paris, en France.

## Situation et accès
Elle débute au 92, rue de Rennes et se termine entre les 5 et 7, rue d'Assas.
Le quartier est desservi par la ligne 4, à  la station Saint-Sulpice, par la ligne 10, à la station Sèvres - Babylone, et par la ligne 12, aux stations Sèvres - Babylone et Rennes.

## Origine du nom

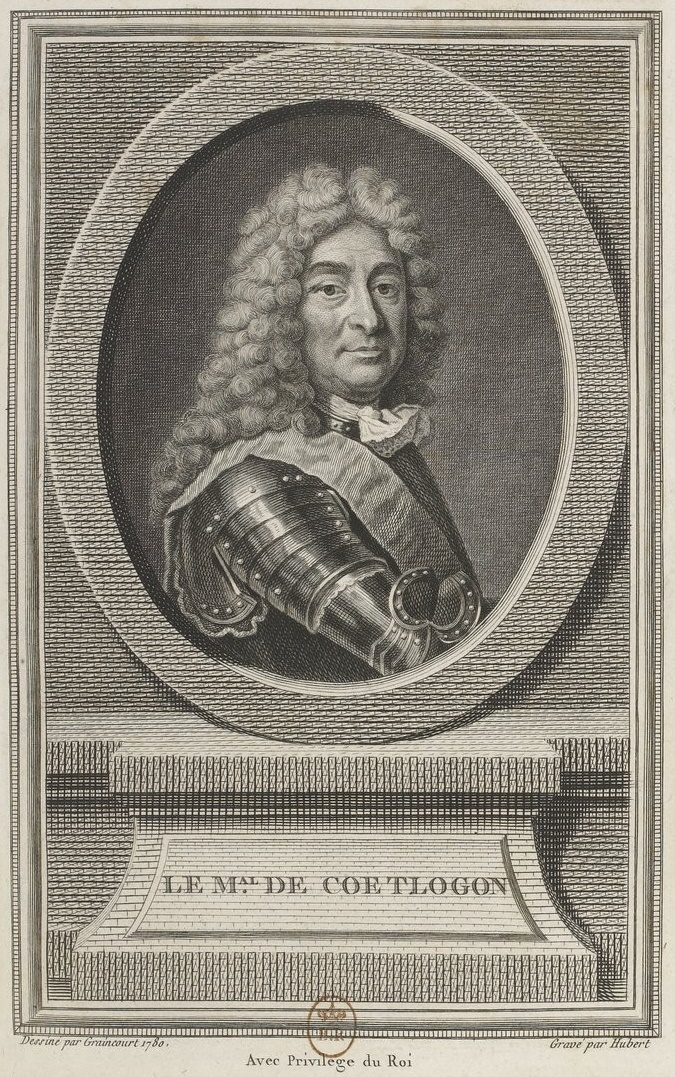
Alain-Emmanuel de Coëtlogon.

Son nom lui est attribué par décret impérial du 11 septembre 1869 en hommage à Alain Emmanuel de Coëtlogon (1646-1730), vice-amiral et maréchal de France.

## Historique
Cette rue fut ouverte en 1866 au droit du chemin des jardins potagers des numéros pairs de la future rue, dont les bâtiments avaient été construits après 1791 et la spoliation des biens nationaux, sur l'emplacement du jardin du couvent des bénédictines du Cherche-Midi dite les Sœurs de Laon.

## Bâtiments remarquables et lieux de mémoire
- No 6 : en 1888, le peintre Félix Régamey a son atelier à cette adresse[2] ; domicile parisien du sénateur Léon Jenouvrier (1846-1932)[3].
- No 7: dernier domicile de Auguste Corbière sculpteur (1876-1930).
- No 8 : procure des oblats de Saint-François-de-Sales[4]. La rue est trop étroite pour porter des plantations sur les trottoirs mais devant le no 8, un platane remarquable, poussant sur une étroite bande de terrain entre le trottoir et la façade ombrage toute la largeur de la rue et constitue un repère dans le paysage du quartier. Le peintre Henri Harpignies (1819-1916), qui demeurait au 9, empêcha la mairie de Paris de détruire en 1913 l'arbre — toujours en place — qui était en face de son atelier[5].

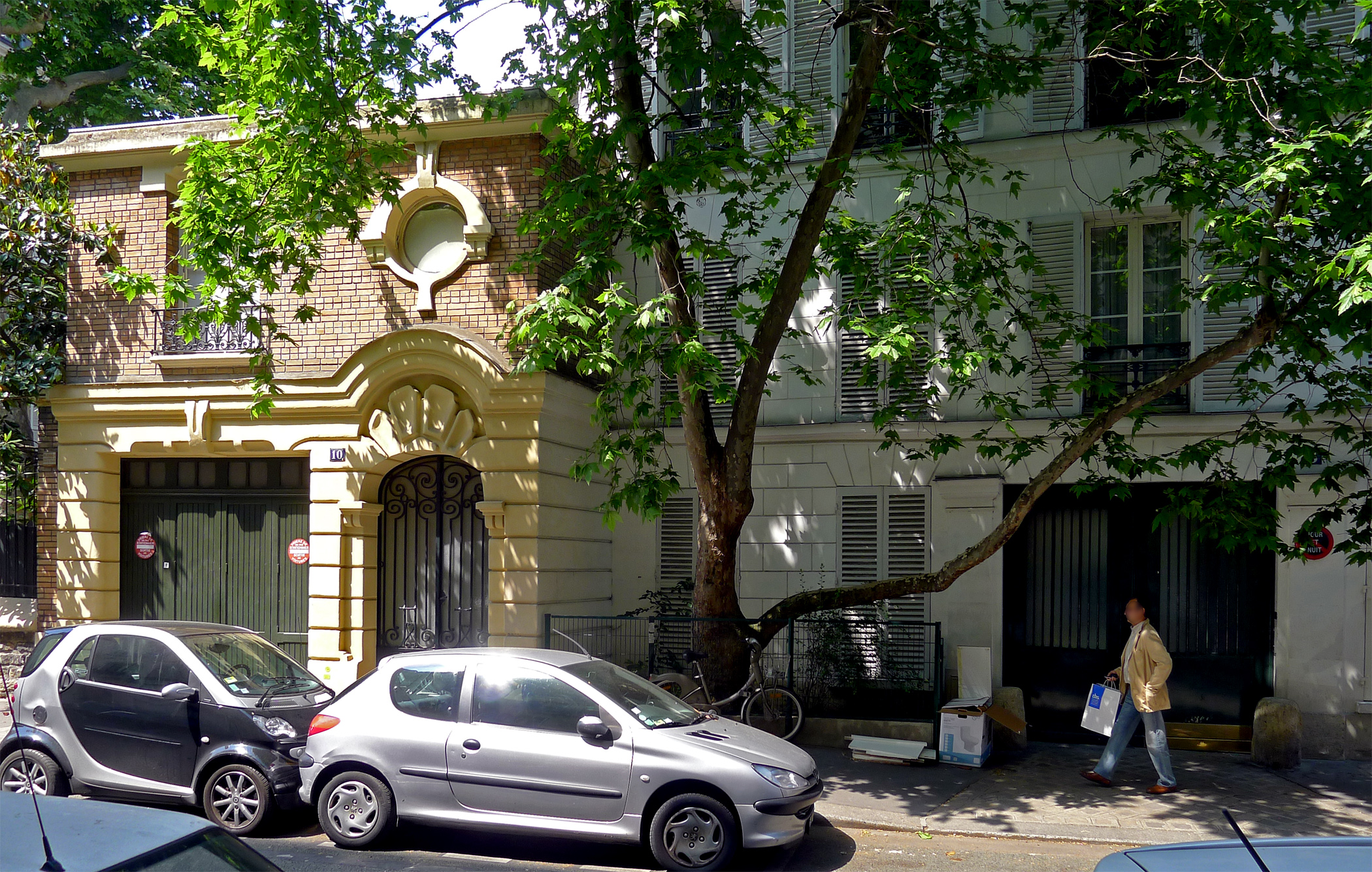
Le no 8 et son platane.

- No 9 : domicile et atelier du peintre Henri Harpignies (1819-1916)[6].
- Nos 12 et 14 : domicile de Léon Foucault, puis d'Eugène Rousseau, critique littéraire du Figaro dans les années 1950, qui y reçut la fine fleur de la littérature française de la IVe République et du début de la Ve, dont Montherlant ou Mauriac[réf. nécessaire].
- L'écrivain Frédéric Beigbeder a habité cette rue durant sa jeunesse[7].

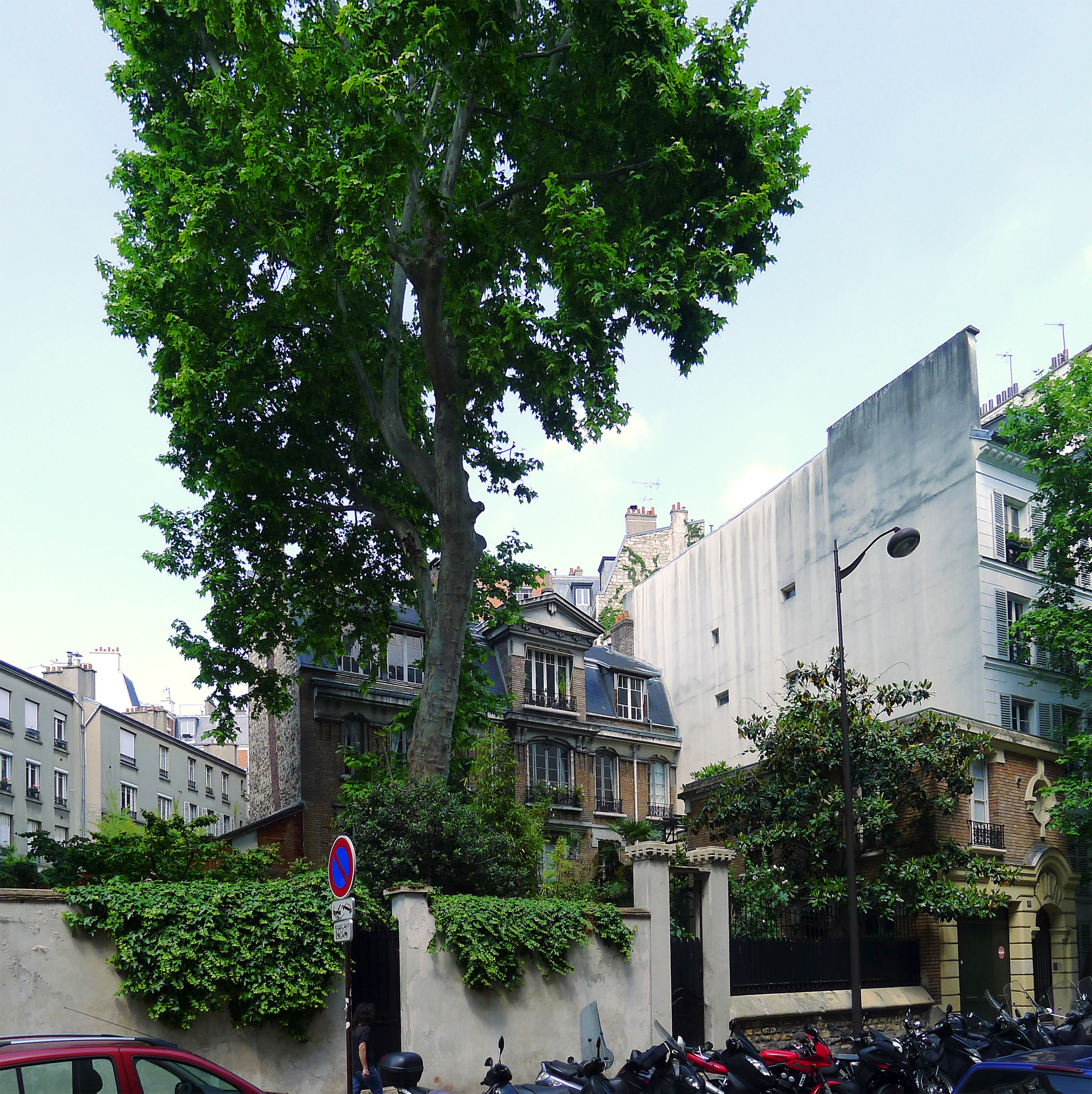
No 12 et le jardin Pierre-Lozouet (1914-1990).
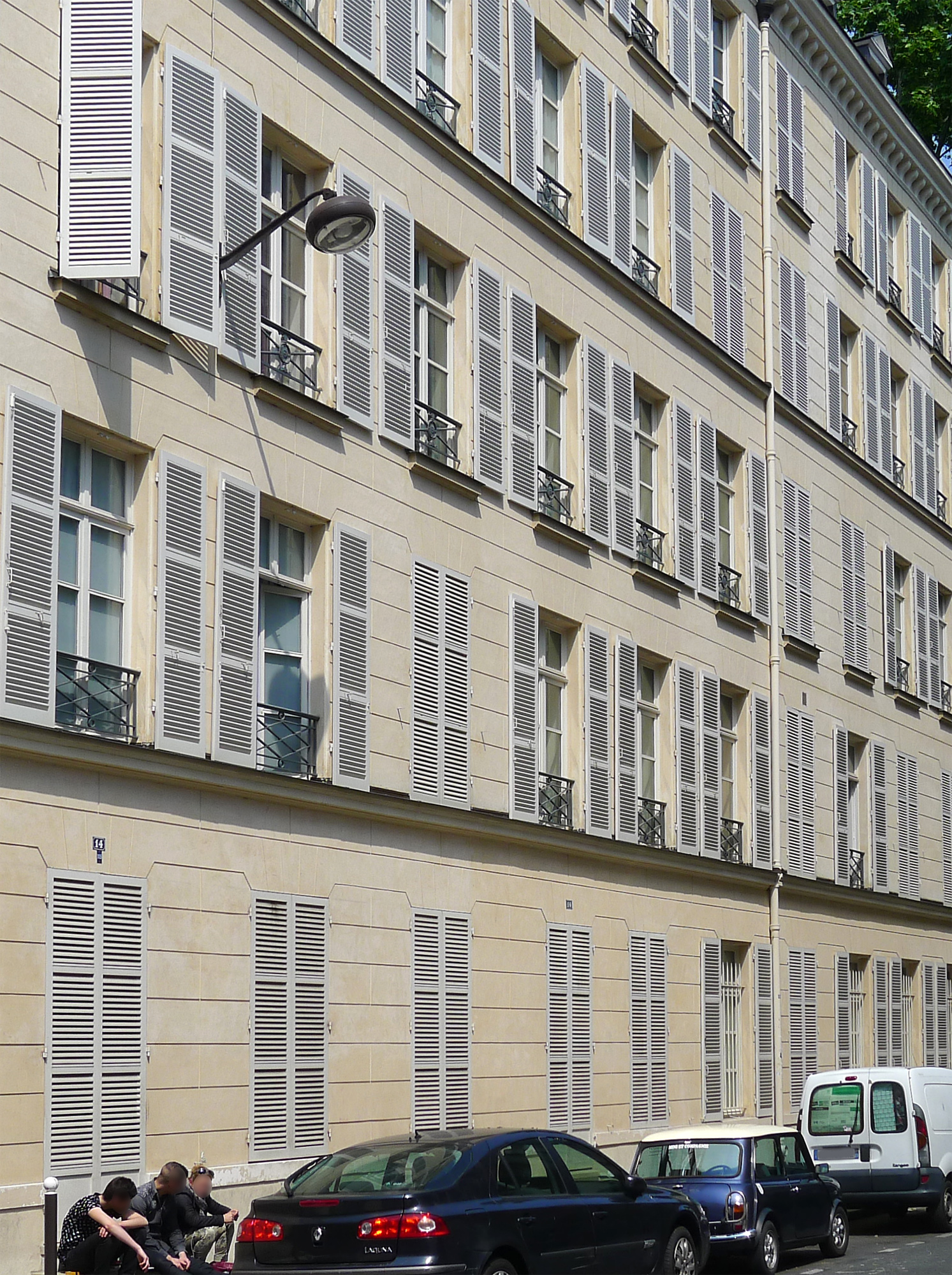
No 14 : immeuble (1797-1804), dit immeuble de Cauqueréaumont.